# Нижньокаришевська сільська рада
Нижньокари́шевська сільська рада (рос. Нижнекарышевский сельский совет) — муніципальне утворення у складі Балтачевського району Башкортостану, Росія. Адміністративний центр — присілок Верхньокаришево.
Станом на 2002 рік центром сільради було село Нижньокаришево.

## Населення
Населення — 1222 особи (2019, 1663 в 2010, 2199 в 2002).

## Склад
До складу поселення входять такі населені пункти:
| Населений пункт           | Населення, осіб (2002) | Населення, осіб (2010) |
| ------------------------- | ---------------------- | ---------------------- |
| Анновка, присілок         | 112                    | 71                     |
| Верхньокаришево, присілок | 523                    | 439                    |
| Зілязекулево, присілок    | 252                    | 146                    |
| Кизил-Восток, присілок    | 60                     | 43                     |
| Кизил-Куль, присілок      | 27                     | 22                     |
| Кізганбашево, присілок    | 216                    | 158                    |
| Начарово, присілок        | 357                    | 268                    |
| Нижньокаришево, село      | 482                    | 387                    |
| Чуртанликуль, присілок    | 170                    | 129                    |